# Joe Jordan
Joseph "Joe" Jordan (født 15. december 1951 i Carluke, Skotland) er en skotsk fodboldtræner, der i øjeblikket arbejder som en af Harry Redknapps assistenter på Premier League-holdet Queens Park Rangers. Han er også tidligere professionel fodboldangriber, og han har spillet for blandt andre Leeds United, Manchester United og Milan. Han er den eneste skotske spiller, som har scoret ved tre VM-slutrunder (1974, 1978 og 1982).
Jordan blev i 2005 indlemmet i Scottish Football Hall of Fame.